# گوردن کالس
گوردن کالس (انگلیسی: Gordon Coles; ۱۷ نوامبر ۱۸۷۵ – ۲۲ آوریل ۱۹۴۷) فوتبالیست بود. وی در پست خط میانی بازی می‌کرد.